# 峰之沢鉱山
峰之沢鉱山（みねのさわこうざん）は、静岡県磐田郡龍山村（現浜松市天竜区龍山町）にあった日本鉱業経営の鉱山。

## 概要
1907年（明治40年）に久原鉱業（後の日本鉱業）が買収後、本格的な開発がはじまった銅山。第一次大戦後の不況と鉱山火災により一時休山。昭和に入り経営を再開し、1956年（昭和31年）に最盛期を迎えた。この頃は従業員700人を抱え天竜川を望む山の斜面には鉱山施設の他、鉱員住宅、診療所、会館などが建ち並び活気があった。その後、鉱量や品位の低下・貿易の自由化により打撃を受け、1969年（昭和44年）に閉山となった。跡地には現在も鉱員アパートなどの、当時の遺構が残っている。